# Vamps et femmes fatales du cinéma européen
Vamps et femmes fatales du cinéma européen è un documentario francese del 2001 scritto e diretto da Nguyen Trong Binh.

## Trama
Da Musidora a Brigitte Bardot, fino ad arrivare a Silvana Mangano, il documentario è un'antologia del divismo, in compagnia delle star più memorabili del cinema europeo. Popolano l'immaginario di tutti gli spettatori, donne ribelli che conducono una legittima vendetta contro un sistema sociale dominato dall'uomo. Un'immagine di libertà, bellezza e poesia che si esprime nell'anima di ogni cinefilo. È a questa poesia che questo documentario ha voluto rendere omaggio.